# اوکتای اوکال
اوکتای اوکال (آلمانی: Oktay Urkal؛ زادهٔ ۱۵ ژانویهٔ ۱۹۷۰) بوکسور اهل آلمان است.
وی همچنین برندهٔ جوایزی همچون برگ بوی نقره‌ای شده‌است.